# Мартинсон, Харри
Харри Эдмунд Мартинсон (швед. Harry Edmund Martinson; 6 мая 1904, Блекинге — 11 февраля 1978, Стокгольм) — шведский писатель и поэт, лауреат Нобелевской премии по литературе 1974 года совместно с Эйвиндом Юнсоном.
Большую известность получил при публикации символико-фантастической поэмы «Аниара» (1956).

## Биография
Харри Мартинсон был пятым ребёнком в семье и единственным мальчиком. Когда ему было шесть лет, умер отец. Год спустя мать эмигрировала в Америку, оставив детей в Швеции. Харри Мартинсон был вынужден начать работать в раннем возрасте. В 1920 году он устраивается моряком и разнорабочим и совершает несколько долгих путешествий, в том числе в Индию и Бразилию.
В Гётеборге и Стокгольме знакомится с модернистскими художниками и течением «рабочих писателей». Это позволяет ему в 1929 году войти в антологию «Пятеро молодых» (швед. 5 unga).
В 1929 году женился на писательнице Муе Мартинсон (швед. Moa Martinson). Они прожили в браке вплоть до 1941 года, после чего в 1942 году Харри Мартинсон женился на Ингрид Линдкранц (швед. Ingrid Lindcrantz).
В 1934 году Мартинсон посетил Москву, где принял участие в работе Первого съезда советских писателей. Был так разочарован сталинским Советским Союзом, что в 1940 году ушёл добровольцем на советско-финскую войну 1939—1940 г., где воевал против СССР.
В 1949 году был избран членом Шведской Академии.
С 1938 по 1974 год Харри Мартинсон стал лауреатом 10 премий и специальных стипендий. Кроме Нобелевской премии 1974 года, стал также обладателем премии газеты «Свенска Дагбладет» (1944), премии Бельмана (1951), премии Шведского радио (1967) и др.
Покончил с собой, зарезавшись ножницами в больнице.

## Публикации
- Мартинсон Х. Избранное. — М.: Радуга. 1984. — 592 стр. (в том включены стихотворения из нескольких сборников, поэма «Аниара», 2 пьесы и роман «Дорога в царство колоколов»)